# Sbrodolina

Il logo della linea produttrice

Sbrodolina è una linea di bambole prodotta a partire dal 2003 Distribuito da giocattoli spagnola Famosa, importata in Italia dalla GiG (prima del 2003) e successivamente dal gruppo Giochi Preziosi. In Spagna, Sbrodolina si chiamava Nenuco, che uscì, negli anni '80, con gli stessi abiti ed accessori di Sbrodolina (la quale, allora, portava il marchio Famosa sulla schiena). Nenuco viene oggi importata pure in Italia col marchio Famosa, e sono divenuti quindi due bambolotti distinti, ma dello stesso gruppo in quanto Giochi Preziosi ha acquisito l'azienda spagnola.

## Caratteristiche e storia
La caratteristica di questa linea di bambole è la possibilità di "bere" acqua attraverso un apposito biberon, che poi viene fatta fuoriuscire dalla bocca della bambola. Per far questo basta premere un braccio in forma di bollicine, simulando lo "sbrodolamento" tipico dei neonati. Si tratta di uno dei giocattoli di maggior successo commerciale in Italia.
Il primo modello di Sbrodolina veniva venduto insieme ad un vestitino di colore rosa ed un pigiama bianco. Negli anni successivi furono proposte diverse varianti del prodotto (Sbrodolina tante bollicine, Sbrodolina ballerina, Sbrodolina Pattinatrice, Sbrodolina compleanno, Sbrodolina canta e balla, Sbrodolina dolci sogni, Sbrodolina Dolce Nido ecc...), nonché alcuni restyling nel corpo e viso. Nei primi anni '90 diventa pure Baby (alta circa 20cm) accessoriata con un camper/pasticceria (Il Dolce Camper di Sbrodolina Baby). Inoltre diventa protagonista di una serie di prodotti scolastici come astucci, quaderni e portafogli firmati "Il Mondo Rosa di Sbrodolina". Esiste inoltre un fratellino di Sbrodolina, Sbrodolino (dai cataloghi dell'epoca "È arrivato il fratellino, quanto è bello..."). Nel 2009 è stata prodotta Sbrodolina Hello Kitty, in cui alla bambola è stato abbinato il brand di successo della Sanrio.

## Nella cultura di massa
- La bambola Sbrodolina viene ampiamente citata in un capitolo del romanzo La cicogna miope. Dalla famiglia che violenta alla famiglia che ripara e Maria Teresa Pedrocco Biancardi, Lucia Sperase e Marco Sperase del 2008[2], in cui la bambola diventa terapeutica per una bambina proveniente da una famiglia difficile.